# Josef Vogt (SS-Mitglied, 1897)
Josef Vogt (* 30. Juli 1897 in Mettmann; † 18. August 1947 in Ljubljana) war ein deutscher Polizeibeamter und SS-Sturmbannführer (1939).

## Leben und Wirken
Nach dem Schulbesuch studierte Vogt Volkswirtschaft. Anschließend arbeitete er als Bankangestellter.
Ab dem 1. Oktober 1925 arbeitete Vogt als Polizeibeamter in Düsseldorf. Vom 1. Februar 1929 bis 1933 war er als Kriminalkommissar der Mordkommission Ruhrgebiet tätig.
Im Mai 1933 wurde Vogt Mitglied der NSDAP (Mitgliedsnummer 2.210.909) und am 15. Juli 1933 wurde er in die Geheime Staatspolizei aufgenommen. 1934 ging er wieder nach Düsseldorf, wo er zur Gestapo in Düsseldorf kam. Ende 1936 wechselte er zur Gestapo Köslin.
Zum 1. Januar 1938 wurde Vogt in das Geheime Staatspolizeiamt in Berlin versetzt, wo er Sachbearbeiter für die „Sachliche Auswertung aller Erscheinungsformen des Kommunismus“ wurde. Am 1. August 1939 trat er zudem in die SS (Mitgliedsnummer 337.817). Außerdem wurde er in den SD aufgenommen.
Von 1940 bis zum 1. Juli 1942 war Vogt Leiter des Referates IV A l (Marxismus, Kommunismus, Einheitsfront, illegale Propaganda) des Reichssicherheitshauptamtes (RSHA). Sein Stellvertreter in diesem Amt war Kurt Lindow. Im Juli 1942  wurde Vogt als Kommandeur der Sicherheitspolizei in Maribor und Bled im CdZ-Gebiet Untersteiermark eingesetzt. In dieser Funktion war er maßgeblich für die „Partisanenbekämpfung“ verantwortlich, bei der  viele Slowenen durch Wehrmachtssoldaten, SS-Männer und Angehörige von Polizeibataillonen ermordet wurden. Zudem nahm er an der Verschleppung slowenischer Kinder teil.
Nach Kriegsende geriet Vogt am 7. Juni 1945 in Kriegsgefangenschaft und wurde Mitte März 1947 von den Alliierten an die jugoslawische Regierung ausgeliefert. Vogt wurde vor einem jugoslawischen Militärgericht in Ljubljana mit weiteren Beschuldigten angeklagt, unter ihnen befanden sich auch der General der Gebirgstruppe im Zweiten Weltkrieg Ludwig Kübler sowie der ehemalige Gauleiter Friedrich Rainer. Vogt wurde Hauptbelastungszeuge der Anklage und bekannte sich in allen Anklagepunkten für schuldig. Während des Prozesses räumte Vogt seine Verantwortung für Festnahmen, Exekutionen, Geiselnahmen, Aussiedlungen und Deportationen von Slowenen ein. Vogt wurde am 19. Juli 1947 zum Tode verurteilt und nach Ablehnung eines Gnadengesuchs am 18. August 1947 durch Hängen hingerichtet.